# Skyprythem
『Skyprythem』（スカイプリズム）は、2009年10月30日に戯画のフィーチャーブランド・Armonicaから発売された18禁恋愛アドベンチャーゲーム。音楽学園で開催される音楽祭を目標に、主人公とヒロインがパートナーとなり、作品作りを通して交流を深めていく物語である。

## ストーリー
（出典：）
青野和希は、とある事情から音楽学園で2回目の1年生として復学した。学園では11月の音楽祭に向けて発表作品を作る「フェザー・パートナー」を選ぶ伝統があり、和希は新しい友人達との学園生活やパートナーとの作品作りを通して、自分自身やヒロイン達に向き合っていく。

## 登場人物
（出典：）

### 主人公
青野 和希（あおの かずき）
本作品の主人公。音楽学園普通クラス1年。音楽一家の次男で、親の意思で音楽学園に入学させられたが、ほとんど通わずに休学してしまい、物語開始時に2回目の1年生として復学した。周囲に流されやすい性格だが、何とか積極的になって自分の目標を定めたいと思っている。父親は仕事で長期間戻らず、母親も実家に帰ってしまっているため、自宅でほぼ一人暮らし。幼少時にはピアノ、前の学校の吹奏楽部ではコントラバス、家では趣味でベースと様々な楽器に触れてきていて、音楽の造詣は深い。

### ヒロイン
鈴白 菜々美（すずしろ ななみ）
声：榊原ゆい
T158cm / 乙女座AB型 / 得意な楽器：歌 / 趣味：歌うこと、映画を観ること
特進クラス2年。いつでも明るくポジティブで、穏やかな雰囲気から誰とでもすぐ打ち解けるが、天然マイペースで突飛な言動も多い。天才的な歌唱力で「天使の歌声」と呼ばれる学内のアイドルで、彼女が歌い出すと生徒達が集まって大変な騒ぎになる。声楽部や合唱部など数々の部活を掛け持ちしており、入学式など学園のイベントでも彼女の歌は引っ張りだこ。
香原 結依（こうはら ゆい）
声：海原エレナ
T163 / 牡牛座A型 / 得意な楽器：バイオリン / 趣味：読書、昼寝
特進クラス3年。女子には親切だが、男嫌いで特に和希には態度や言葉が厳しい。学園では図書委員で、休日でも熱心に図書当番を務めている。成績はトップクラスだが、よく授業をサボって学園の屋上や庭で過ごしている。音楽療法を専攻し、音楽療法士を目指して必死に勉強中だが、楽器はあまり得意ではない。前年の音楽祭で菜々美とフェザー・パートナーを組み、菜々美を大切に思っている。
水谷 遙（みずたに はるか）
声：青山ゆかり
T168 / 獅子座A型 / 得意な楽器：ピアノ / 趣味：紅茶を飲むこと
特進クラス2年。特進クラスの生徒会長だが、普通クラスの生徒会室にも出入りして学内の行事のほとんどに関わり、大きな影響力とカリスマ性を持つ。裕福な家庭のお嬢様で優雅で礼儀正しく、1年の頃から成績トップで生徒や先生達からの信任も厚い。11月の音楽祭へ向けて、生徒会長として熱心に準備をしている。
小林 玲南（こばやし れいな）
声：かわしまりの
T166 / 蠍座O型 / 得意な楽器：ギター / 趣味：音楽を聴くこと、バンド
普通クラス1年で和希と同級。いつもクールで落ち着いており、時に周囲へ鋭く突っ込みを入れるが、意外に世話好きで面倒見は良い。前の学校では和希や千花子と共に吹奏楽部だった。かなりの大食らいで、ポケットに飴などを入れて持ち歩くが、スレンダーなモデル体型を維持している。軽音部所属のギタリストで、学園進学前もバンドを組んでライブを行っていた。
佐々木 千花子（ささき ちかこ）
声：中家志穂
T150 / 牡羊座O型 / 得意な楽器：なし / 趣味：公園で子どもと遊ぶこと
普通クラス1年で和希と同級。無邪気で喜怒哀楽がストレート。周囲からは小動物（ハムスター）のように扱われ、よくいじられて涙目になっている。玲南とは幼なじみで、和希とも前の学校で吹奏楽部の後輩。その頃から和希を「心の師匠」と呼んで懐いている。勉強や家事などは一通りこなし、音楽も大好きなのだが大の音痴＆不器用で歌や楽器は全くダメ。園芸部に入り、千尋と共に学園の花壇の水やりや手入れを頑張っている。
水谷 紫（みずたに ゆかり）
声：金松由花
T146 / 水瓶座A型 / 得意な楽器：ピアノ / 趣味：ピアノを弾くこと、お菓子作り
普通クラス1年で和希と同級。お嬢様育ちで引っ込み思案の人見知りで、よく玲南や千花子の後ろに隠れている。遙とは異母姉妹で、共に寮に住んでいるが仲はぎこちない。一方、従兄弟の遼のことは「遼お兄ちゃん」と呼んで慕っている。ピアノの技巧は天才的で、過去に数々のコンクールで受賞した腕前だが、学園の入試では上がって失敗してしまい特進クラスに入れなかった。図書委員を務め、ピアノのレッスンが無い放課後はよく図書館で仕事をしている。
佐倉 千尋（さくら ちひろ）
声：歌織
T167 / 射手座B型 / 得意な楽器：なし / 趣味：ハーブを育てること
学園教師で和希のクラス担任。自称・他称とも「さくら先生」。温厚で優しく生徒思いで、音楽の道に励む生徒達を応援している。担当教科は楽理で、選択授業の作曲指導コースも担当するが、歌や楽器などの実技は苦手。園芸部の顧問で、千花子と学園の花壇を世話し、音楽準備室ではハーブティーを入れて楽しんでいる。

### サブキャラクター
篠塚 明日香（しのづか あすか）
声：マジック
T164 / 双子座A型 / 得意な楽器：MIDI / 趣味：PCで作曲すること
普通クラス1年で和希と同級。明るく社交的で、調子に乗って軽口を叩いてはよく玲南にどつかれている。女っぽい自分の名前がコンプレックス。DTMに強く、PC音楽同好会で活動している。
櫻井 遼（さくらい りょう）
声：本多啓吾
T180 / 天秤座B型 / 得意な楽器：ドラム / 趣味：散歩
普通クラス3年。元PC音楽同好会だが、現在は生徒会の会計を務める（生徒会役員は部活動には参加できない）。のんびり屋で人が良く親切で、生徒達に人気がある。遙・紫とは従兄弟の関係。

## 世界観・用語
（出典：）
音楽学園
本作品の主舞台。かつては女学園だったが5年前に共学となった。音楽教育に力を入れており、月初めの音楽選択授業や、生徒全員がステージで実演する音楽学習会、クラス対抗の合唱コンクール、11月の音楽祭など、様々な音楽系のカリキュラムやイベントが組まれている。校舎は普通クラスと特進クラスとに分かれていて、普通クラスは男女混合で自宅通学生が多いが、特進クラスは女子のみの全寮制でより専門的な授業を行っている。ホールやスタジオなどの音楽設備や機材が整っており、部活も声楽部・合唱部・吹奏楽部・管弦楽部など音楽系の部が多い。
音楽祭
学園で毎年11月に開催されるイベントで、普通の学園での文化祭のようなもの。各クラスのクラス委員から立候補した実行委員と生徒会が中心になって開催される。一般的なクラスや部活の企画の他、実行委員と生徒会役員以外の生徒全員が、歌・曲・楽器・演出などに趣向を凝らした音楽作品をステージで発表する。作品内容は音楽を絡めてさえいればかなり自由だが、必ず2人以上で協力して制作・発表しなければならない。音楽祭の日程は全4日間に渡り、1〜3日目に全生徒の作品発表が行われ、その中から選ばれた優秀作品が最終日に再演される。最終日には外部の企業や大学などが視察に来るため、優秀な作品を発表した生徒はその場でスカウトされて進路が決まることもある。
フェザー・パートナー
音楽祭へ向けて一緒に発表作品を作り上げるパートナーをいう。羽根が集まって翼となるように、「一緒に飛べる仲間」のイメージで付けられた呼称。フェザー・パートナーに選ぶ相手は学年・性別・クラスなどは問わず、2人以上なら何人でも構わない。他のグループとの掛け持ちや協力出演も可能。

## 製作スタッフ
（出典：）
- シナリオ：うたや
- キャラクターデザイン・原画：生煮え（担当：菜々美、玲南、千花子、明日香）、鈴弥ねね（結依、遙、紫）
- グラフィック：生煮え、りこ子、リョウタ、手袋
- BGM：MCI_Error
- プログラム：yoshi
- 背景：赤峰明、はなぉ。
- ムービー：夏希
- 統括：鈴弥ねね

## 主題歌など
オープニングテーマ「あしたの天使」
歌：茶太 / 作詞：うたや / 作・編曲：ぺーじゅん
玲南・千花子ルート挿入歌「power smile!」
歌：茶太 / 作詞：うたや / 作・編曲：ぺーじゅん
紫・遙ルート挿入歌「泣いてる雲と優しい雨」
歌：茶太 / 作詞：うたや / 作・編曲：bassy
エンディングテーマ「虹色ソナタ」
歌：茶太 / 作詞：うたや / 作・編曲：bassy
※初回限定版特典のオリジナルサウンドトラック『AriaPrythem』に、4曲のフルバージョンとBGM全曲が収録されている。